# Silenzio assoluto
Silenzio assoluto è un romanzo di Frank Schätzing, scritto nel 2000 ed edito in Italia nel 2008.

## Edizioni
- Frank Schätzing, Silenzio assoluto, traduzione di Paolo Scopacasa, Editrice Nord, 2008.